# 2011年敦賀市長選挙
2011年敦賀市長選挙（にせんじゅういちねんつるがしちょうせんきょ）は、2011年統一地方選挙後半、4月24日に福井県敦賀市で執行された市長選挙。

## 概要
市長の任期満了に伴い、2011年統一地方選挙の一環で実施された選挙のひとつである。3月11日に発生した東日本大震災における福島第一原子力発電所事故もあり、日本で一番多くの原発を抱える福井県ということも重なって、それに対する関心も高かった。また、市長自身全国原子力発電所所在市町村協議会会長を務めており原子力発電所が立地する市町村の中で発言力、影響力がとりわけ大きい、世界的に見ても老朽化が進み注目を浴びる敦賀1号機、今回の選挙は福井県知事選挙と同じく原発に関する公約も各候補から掲げられたこともあり、全国的に注目を集めた。
とりわけ、安全神話が信じられてきた原子力発電所の安全性（特に敦賀1号炉は稼動中の原発の中で日本最古）、トラブル続きのもんじゅのありかたが問われた選挙でもあった。
現職の河瀬一治がこの選挙に立候補すると表明していたこともあり、前職1人と新人3人が挑む構図となった。

## 立候補者
下表の通り、4名が立候補した。
- 現職
  - 河瀬一治（現職・無所属） - 自由民主党推薦
- 新人
  - 岡本正治（元敦賀市議会議長）
  - 多仁照広（敦賀短期大学教授） - 減税日本推薦
  - 渕上隆信（元敦賀市議会議員） - 無所属

## 主な争点
前述のとおり、大震災に対する原発事故が主に問われた選挙となった。特に運転40年を超え、さらに稼動を続ける予定の日本最古の軽水炉原発の敦賀原発1号機、トラブルが重なって地元からも不安の声が上がっている高速増殖炉もんじゅが主な争点となった。いくつかの候補は将来的な脱原発は掲げていても、即時停止などはなく、現状では共存と安全性の向上を訴えた選挙となった。

## 開票結果
即日開票の結果、4期にわたる現職の強さを発揮し、河瀬一治が当選した。なお、投票率は敦賀市長選挙では過去最低の70.74パーセントであった。
太字は当選者：
- 開票結果
  - 敦賀市＝選管最終発表
    - 河瀬一治　59　無現　14107
    - 渕上隆信　50　無新　11622　
    - 岡本正治　63　無新　7118　
    - 多仁照広　63　無新　4964

## その他
選挙とは別に、アンケートが投票日投票所において市内在住の住民を無作為に抽出し、300人に対して行われた。内容は原発に対するあり方と今後の方針であり、前者が回答率100％、後者が97%であった。